# The Private Eye
The Private Eye (El Ojo Privado) es un cómic de ciencia ficción escrito por Brian K. Vaughan y dibujado por Marcos Martín con la colorista Muntsa Vicente. El primer número fue publicado por Panel Syndicate en marzo de 2013.
La serie tiene lugar en 2076 tras la "explosión de la nube", un hecho que reveló los secretos de todo el mundo. Como resultado de esto ya no hay Internet, y la gente es excesivamente celosa respecto a su privacidad, llegando hasta el punto de aparecer en público completamente enmascarados. La historia narra la aventura de un periodista sin licencia, un "paparazzi", que se ve envuelto en un misteriosa trama.
The Private Eye, que consta de 10 números, fue publicada por los propios autores desde su página web, Panel Syndicate, en un formato DRM free. Los lectores son los que deciden cuanto quieren pagar por cada número, pudiendo no pagar nada. Hasta ahora, los cómics se han publicado en inglés, español, catalán, portugués y francés, estando en desarrollo otros idiomas. The Private Eye y Panel Syndicate han recibido alabanzas y atención de la crítica y medios al ser uno de los primeros cómics DRM free y  "paga lo que quieras" producidos por autores del renombre de Brian K. Vaughan y Marcos Martín
La serie ganó el Premio Eisner de 2015 en la categoría de mejor cómic digital o webcómic.

## Sobre los autores
Brian K. Vaughan es un guionista de reconocido renombre y multipremiado que ha trabajado para las principales editoriales de cómics americanas Marvel (Runaways), DC (Los Leones de Bagdad, Y: El último hombre) e Image (Saga).
Marcos Martín es otro dibujante de renombre que ha trabajado en Marvel (Spider-Man, Daredevil), y en DC (Batgirl, año uno).

## Gestación del proyecto
Desde que realizaron juntos una historia corta de Batman en 1999 al principio de sus carreras, Brian y Marcos habían querido hacer un proyecto juntos, de hecho realizaron una miniserie del Doctor Extraño para Marvel en 2006, pero no fue hasta 2011 que Marcos dejó Marvel y ambos autores estaban en los momentos álgidos de sus carreras cuando pudieron hacer un proyecto independiente.

## Historia
La obra se ubica 60 años en el futuro, antes de ese punto ocurrió el hecho central para la construcción de esta distopia, un día se produjo una “lluvia de datos”, en la que sin conocer el motivo, internet “explotó” permitiendo a todo el mundo acceder a la privacidad de cualquiera, lo que supuso el fin del funcionamiento de la sociedad hasta entonces (muchas familias se separaron, se perdieron trabajos, se robó muchísima información), y propició los cambios que se ven en el cómic.
El protagonista es un paparazzi que trabaja como detective privado, y se ve envuelto en una conspiración a partir de que una chica acude a su despacho pidiéndole que investigue sobre ella y su turbio pasado.
El cómic se enmarca dentro del género del Neo-Noir, usando lugares comunes de este género.

## Contexto del cómic
- El cuerpo de policía lo integra ahora la prensa, son los únicos con derecho a investigar, aunque la extrema privacidad lo dificulta.
- Los paparazzi son ilegales y trabajan de detectives privados.
- Todo el mundo tiene varias identidades secretas que ocultan con distintos disfraces, en todas las facetas de su vida, excepto con su familia.
- La sociedad acepta esta nueva forma de vida, y desprecia a las anteriores generaciones que vivieron compartiendo su privacidad por internet.

## Utopía o distopía
Un dilema que plantea el cómic y sobre el que los autores nos hacen reflexionar, es sobre si el futuro en el que se enmarca es una distopía o una utopía, la sociedad mostrada en 2076 desprecia a la actual y su hipocresía, ya que bajo la apariencia de que no les importaba compartir todo lo que hacían en la red escondían los aspectos más oscuros de su personalidad en esta, y por eso fue tan catastrófica la "explosión de información" que constituye el elemento central de la historia y su contexto.

## Distribución
Un tema que llama la atención y va de acuerdo con el tema del que trata, es la distribución de este cómic, ya que es completamente DRM-free, y para descargarlo puedes ofrecer el precio que quieras, incluso nada. Este hecho no ha influido en la rentabilidad del producto ya que el dinero que pagas, si es que pagas, va íntegramente a los autores sin pasar por intermediarios. Los autores han afirmado que aunque ganan menos de lo que probablemente ganarían trabajando para Image obtienen más beneficios que en proyectos para Marvel o DC.
"Lectores de todo el mundo se han descargado nuestro comic […] y la gran mayoría habéis tenido la amabilidad de pagar por nuestro esfuerzo" Brian K. Vaughan guionista de The Private Eye en los comentarios del segundo número.